# Wil Wladimirowitsch Lipatow
Wil Wladimirowitsch Lipatow (russisch Виль Владимирович Липатов; * 10. April 1927 in Tschita; † 1. Mai 1979 in Moskau) war ein russischer Schriftsteller.

## Leben
Lipatow war der Sohn eines Journalisten und einer Lehrerin und wuchs in dörflicher Umgebung auf. Ab 1952 studierte er am Staatlichen Pädagogischen Institut in Tomsk. Im Anschluss an sein Studium war er acht Jahre lang als Journalist unter anderem in Tomsk und Brjansk tätig, in Moskau als Sonderkorrespondent der Iswestija.
1956 begann er seine Schriftstellerkarriere mit der Veröffentlichung von ersten Kurzgeschichten. Sein erstes veröffentlichtes Buch war 1958 der Powest Шестеро. Einige seiner Bücher wurden verfilmt. Seine Geschichten um den Dorfdetektiv Aniskin dienten ab 1968 als Grundlage für eine Trilogie von Kinofilmen. Für das Szenario des Filmes И это всё о нём wurde er 1977 mit dem Lenin-Komsomol-Preis ausgezeichnet. Außerdem erhielt er den Orden des Roten Banners der Arbeit.

## Darstellung Lipatows in der bildenden Kunst
- Frank Ruddigkeit: Wil Lipatow (1972, Lithografie, 50 × 40 cm)[1]
- Frank Ruddigkeit: Wil Lipatow (1974, Porträtbüste, Bronze)[2]

## Werke (Auswahl)
- Viktoria und die Fischer. VEB Verlag Kultur und Fortschritt, Berlin 1964.
- Die Mär vom Direktor P. Verlag Volk und Welt, Berlin 1971.
- Ermittlung zur Person. Aus dem Russischen von Ingrid Göhringer, Heinz Kübart und Ruprecht Willnow, Verlag Neues Leben, Berlin 1976 (Sonderausgabe im buchclub 65, 1978).
- Die graue Maus. Aus dem Russischen von Günter Jäniche, Spektrum Band 159, Verlag Volk und Welt, 1981.